# Rogówka (rejon postawski)
Rogówka – dawny zaścianek. Tereny, na których był położony, leżą obecnie na Białorusi, w obwodzie witebskim, w rejonie postawskim, w sielsowiecie Komaje.

## Historia
W czasach zaborów zaścianek w gminie Komaje, w powiecie święciańskim Imperium Rosyjskiego.
W dwudziestoleciu międzywojennym zaścianek leżał w Polsce, w województwie wileńskim, w powiecie postawskim, w gminie Komaje.
W 1931 w 2 domach zamieszkiwało 14 osób.